# Bruno Dreßler
Bruno Dreßler (* 11. Februar 1879 in Ebersbach/Sa.; † 7. August 1952 in Zürich) war ein deutscher Schriftsetzer, Verleger und Gründer der Buchgemeinschaft Büchergilde Gutenberg.

## Leben
Bruno Dreßlers Vater war Webermeister. Bruno besuchte die Volksschule und absolvierte eine Lehre als Schriftsetzer bei der Zeitung Vorwärts in seiner Geburtsstadt. Anschließend ging er von 1897 bis 1906 in Deutschland auf Wanderschaft. 1908 erhielt er in Leipzig das Bürgerrecht und engagierte sich in Berufsverbänden des Buchdruckgewerbes. Er wurde Mitglied des Vereins Leipziger Buchdrucker und Schriftgießer und 1903 Gründer des Verbandes der Deutschen Typographischen Gesellschaften. 1911 wurde er Vorsitzender des Verbandes. Von 1914 bis 1918 war er Soldat im 1. Weltkrieg. 1919 nannte sich der Verband in Bildungsverband der Deutschen Buchdrucker um. 1924 gründete Dreßler für den Bildungsverband eine Buchgemeinschaft mit dem Namen Büchergilde Gutenberg, um seinen Mitgliedern Zugang zu guter Literatur zu verschaffen. Er übernahm die Geschäftsführung und setzte mit den Gutenberg-Büchern ein Markenzeichen für gute Ausstattung und Qualität. Das Angebot der Buchgemeinschaft fand großes Interesse und 1933 hatte sie 85.000 Mitglieder.
Nach der Machtergreifung der Nationalsozialisten 1933 wurde er am 15. Mai verhaftet und war sechs Wochen in Untersuchungshaft. Im Dezember ging er in die Schweiz und führte das Unternehmen von Zürich aus erfolgreich weiter. Dreßler hatte 1933 einen Teil des Bücherbestandes nach Zürich verlagert und damit einen Grundstock für den Verlag in der Schweiz gelegt. Die Gebrüder Hans Oprecht und Emil Oprecht haben ihn beim Neubeginn unterstützt. Er konnte in der Schweiz die Mitgliederzahl von 6.000 auf 110.000 steigern. Nach dem Kriegsende half er seinem Sohn Helmut Dreßler bei der Neugründung der Büchergilde in Deutschland.
1946 erhielt er die Schweizer Niederlassungsbewilligung. Sein Nachlass befindet sich im Fritz-Hüser-Institut für Literatur und Kultur der Arbeitswelt in Dortmund. Er ist inzwischen erschlossen; ein Findbuch liegt vor.

## Veröffentlichungen
- Vom Himmel hoch da komm ich her! Dramatische Szene aus Luthers Leben über d. Entstehung d. alten Weihnachtsliedes 1535. Leipzig: Arwed Strauch 1924
- Werden und Wirken der Büchergilde Gutenberg. Büchergilde, Zürich 1950.
- Bücher voll guten Geistes, 30 Jahre Büchergilde Gutenberg. Büchergilde Gutenberg 1954.